# الأول. إل. يبرش
الأول. إل. يبرش هو سياسي أمريكي، ولد في 9 أكتوبر 1856 في نبراسكا في الولايات المتحدة، وتوفي في 23 فبراير 1939. انتخب عضو مجلس ولاية داكوتا الجنوبية ‏.